# Shannon MacMillan
Shannon Ann MacMillan, mais conhecida como Shannon MacMillan (Syosset, 7 de outubro de 1974), é uma ex-futebolista estadunidense.